# Valois (région)
Le Valois, dit aussi Pays du Valois, est une région naturelle de France, située en Picardie au nord de Paris, dans les départements actuels de l'Oise et de l'Aisne, dans les Hauts-de-France.

## Héraldique
| blason du Valois | Les armoiries du Valois se blasonnent ainsi : « d'azur semé de fleurs de lys d'or à la bordure de gueules. » |

## Situation
En 1865, dans son Catalogue des gentilshommes de l'Isle de France, Soissonnais, Valois, Vermandois, Édouard Dentu nous fait la description suivante : « Le Valois, petit pays de la Picardie, mais confinant à l'Île-de-France et compris dans son gouvernement militaire, avait pour villes principales Crépy et Villers-Cotterêts. »
Le Valois correspond au quart sud-est du département de l'Oise et une partie adjacente de l'Aisne. Il est situé entre le Soissonnais au nord, la Champagne à l'est, la  Brie et le Pays de France au sud, le Beauvaisis à l'ouest. Le Valois, entre l'Oise et la Marne, est bordé à l'ouest par l'Oise, au nord-ouest et au nord par l'Aisne et la Vesle, au sud-est par l'Ourcq, au sud par la Marne, en ouvrant du côté de Paris entre Creil sur l'Oise et Gesvres sur l'Ourcq.
Il eut d'abord pour chef-lieu Vez (en latin Vadum), puis, de l'essor médiéval jusqu'à la fin de l'Ancien Régime, Crépy-en-Valois.
Les autres villes principales sont Compiègne, La Ferté-Milon, Nanteuil-le-Haudouin, Senlis et Villers-Cotterêts.

Carte de la Picardie commune par commune

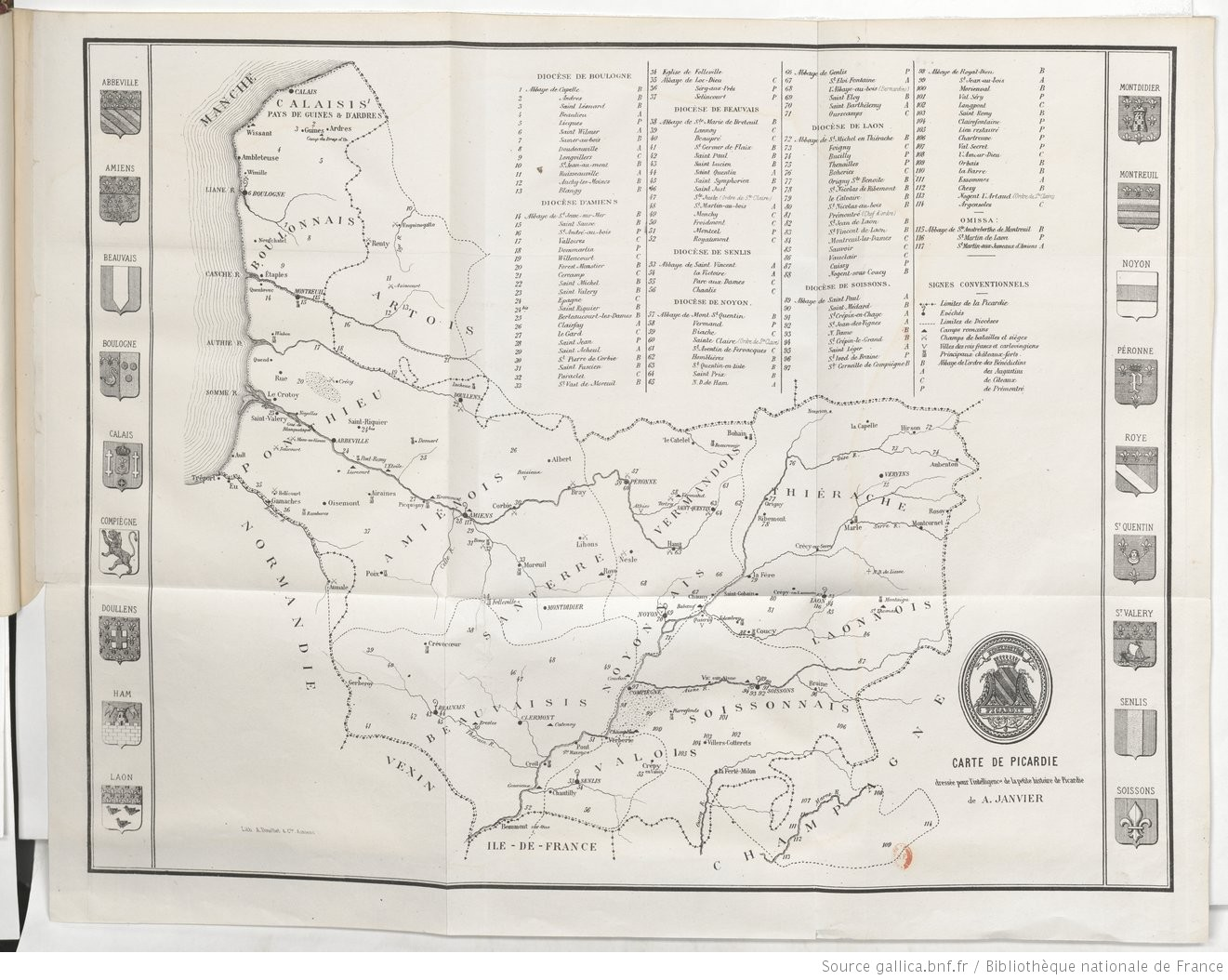
Carte complète de la Province de Picardie comprenant l'Amiénois le Beauvaisis, le Boulonnais, le Calaisis, le Laonnois, le Noyonnais, le Ponthieu, le Santerre, le Soissonnais, la Thiérache, le Valois, le Vermandois et le Vimeu et réalisée par Auguste Janvier

## Toponymie
L'appellation carolingienne Valesia rappelle également le terme Esia cité par Vibius Sequester, soit le val de l'Esia (la vallée de l'Oise).

## Histoire

La gouvernement de l’Île-de-France sous l’Ancien Régime. Contenant l'Île-de-France propre et une partie de la Haute-Picardie

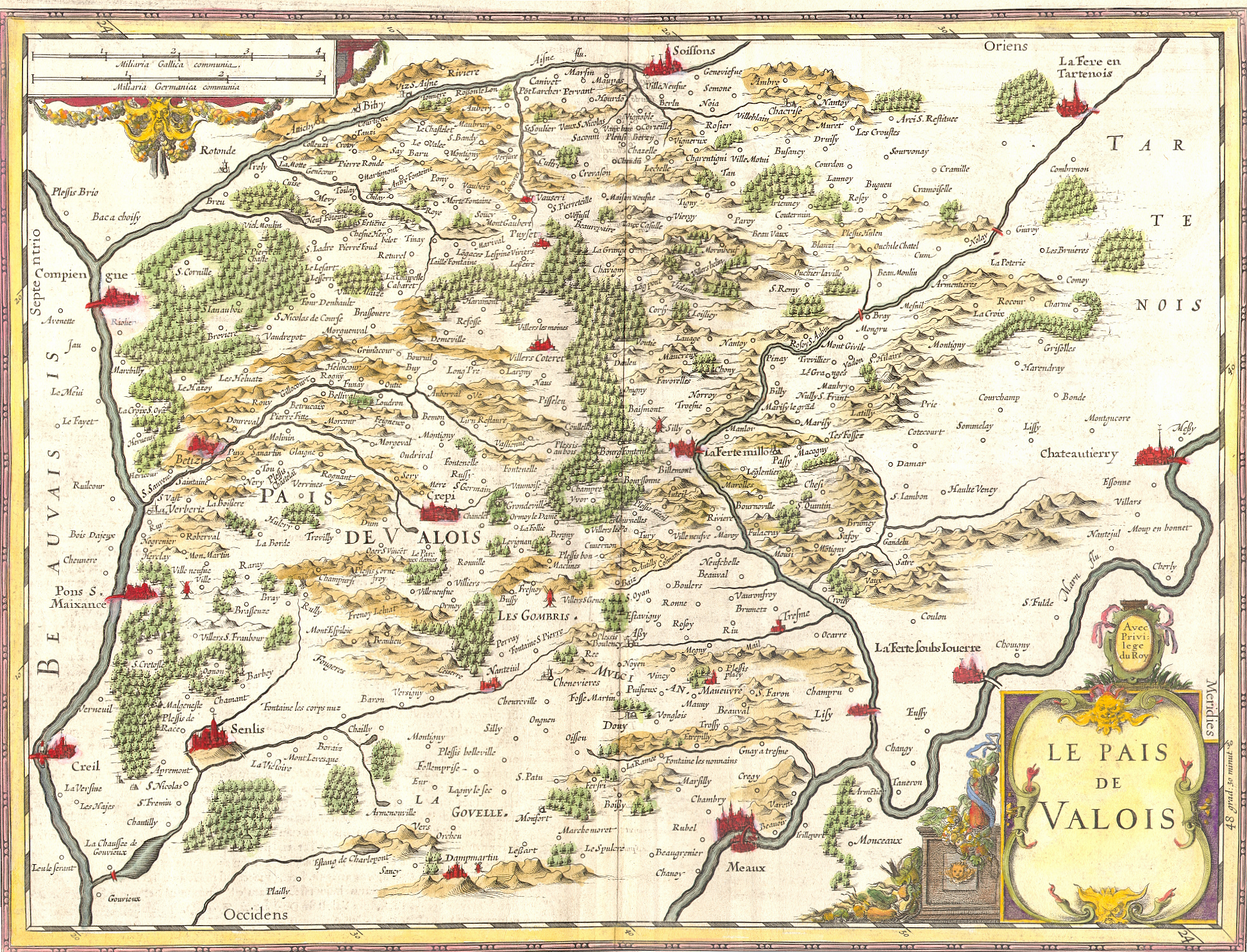
Carte du pays de Valois
Hendrick Hondius, 1620.

Le pagus gaulois des Vadicasses semble être la plus ancienne dénomination de cette contrée.
Au VIIe siècle, sous les rois mérovingiens, apparaît le pagus Vadensis, dirigé par un comte ou comes. Vadum, devenu aujourd'hui Vez, est le chef-lieu de ce pays. Au IXe siècle, sous les empereurs carolingiens, ce pays ou district administratif se nomme Valesia.
Dans la période post-carolingienne, le comté de Valois apparaît enfin : c'est un véritable comté héréditaire. Uni au Vexin par ses comtes dynastes pendant le début de la période capétienne, il passe en 1077 aux mains de la maison capétienne de Vermandois, qui fait de Crépy sa capitale.
En 1214, Philippe Auguste annexe le Valois au domaine royal. Le comté de Valois forme au Moyen Âge un fief, qui, en 1284, est donné en apanage par Philippe le Hardi à son fils puîné Charles, fondant ainsi la maison de Valois.
Sacré en 1328, Philippe VI est le premier roi de France appartenant à la branche dite de Valois de la dynastie capétienne. Cette dynastie règne jusqu'en 1589, date de la mort d'Henri III. Le Valois passe alors à la branche ducale d'Orléans, en qualité de duché-pairie (1406). Sous eux, le Valois n'est qu'un duché détenu par les membres de la famille royale.
Le Valois était ouvert du côté de Paris. Alors Louis d'Orléans fortifie Nanteuil-le-Haudouin qui commande la route de Paris à Soissons, cette route rejoignant la première vers Villers-Cotterêts, avec plus à l'est les châteaux de Gesvres et de Gandelu. Plus au nord il crée une deuxième ligne de défense qui suit la rivière de l'Authomne, affluent de l'Oise, et qui est jalonnée des châteaux de Verberie, Béthisy, Crépy-en-Valois, Vez, château qui existe encore, enfin Villers-Cotterets. Toutes les acquisitions territoriales, toutes les fortifications de Louis d'Orléans de 1392 à 1407 sont le résultat d'une politique bien déterminée poursuivie avec une remarquable ténacité.
En 1630, le roi Louis XIII, fils d'Henri IV, de la maison de Bourbon, donne le Valois à son jeune frère Gaston, duc d'Orléans. Jean-Gaston d'Orléans (1650-1652), 5e enfant de Gaston, hérite du duché de Valois.
En 1661, Louis XIV donne à son tour le duché de Valois à son frère, Philippe d'Orléans. Ses descendants prennent également le titre de duc de Valois, jusqu'à la Révolution. En 1703, Louis XIV attribue la distinction de chef-lieu du Valois à Villers-Cotterêts à la place de Crépy-en-Valois.
En 1854, est publié Les Filles du feu, recueil de nouvelles et de poèmes écrits par Gérard de Nerval, dont une partie des intrigues se situe dans la région de Valois. Dans l'une de ses nouvelles, Chansons et légendes du Valois, il se rappelle avec ravissement les chants et récits qui ont bercé son enfance, et regrette qu'à l'instar des publications des chansons patoises de Bretagne et d'Aquitaine, aucun chant des vieilles provinces où s'est toujours parlée la vraie langue française ne soit conservé.

## Ducs de Valois
- 1661 - 1701 : Philippe d'Orléans dit Monsieur.
- 1701 - 1723 : Philippe d'Orléans dit le Régent (fils du précédent)
- 1723 - 1752 : Louis Ier d'Orléans dit le Pieux (fils du précédent)
- 1752 - 1785 : Louis Philippe Ier d'Orléans dit le Gros (fils du précédent)
- 1785 - 1793 : Louis Philippe II d'Orléans (fils du précédent)
- 1793 - 1850 : Louis-Philippe Ier (fils du précédent)
- 1850 - 1894 : Philippe VII d'Orléans (petit-fils du précédent)
- 1894 - 1926 : Philippe VIII d'Orléans (fils du précédent)
- 1926 - 1940 : Jean III d'Orléans (arrière-petit-fils de Louis-Philippe Ier)
- 1940 : Henri d'Orléans